# Euprymna albatrossae
Euprymna albatrossae är en bläckfiskart som beskrevs av Voss 1962. Euprymna albatrossae ingår i släktet Euprymna och familjen Sepiolidae. IUCN kategoriserar arten globalt som otillräckligt studerad. Inga underarter finns listade i Catalogue of Life.